# Меню-ТВ
«Меню-ТВ» — колишній столичний супутниково-кабельний кулінарний телевізійний канал. Був цілком присвячений передачам та шоу, пов'язаним із кулінарією, культурою споживання їжі, історією та сучасними течіями у харчовій галузі.

## Про телеканал
В ефірі каналу транслювалися кращі світові передачі як про саму їжу, так і про способи її приготування. На «Меню-ТВ» можна було спостерігати за тим, як оригінальні рецепти перетворюються на смачні страви.
Ведучими були відомі особистості, такі як Юлія Литвиненко, Геннадій Боргуленко та Віктор Павлік. Гостями у студії були популярні політики, музиканти, митці. Популярність каналу динамічно зростала, і вона ставала все більш привабливою для рекламодавців.
На думку генерального продюсера Павла Шпіцберга, успіх каналу «Меню-ТВ» у тому, що він запропонував глядачеві цікавий, зрозумілий та затребуваний продукт. За перший рік існування «Меню-ТВ» аудиторія каналу наблизилася до позначки 5 млн осіб у понад 150 містах по всій території України. 
В ефірі «Меню-ТВ» були найкращі кулінарні шоу України та різних країн світу, які вже встигли завоювати симпатії глядачів, а також яскраві та незвичайні кулінарні програми власного виробництва: «Між нами, дівчатками», «Аполітична кухня» та «Кулінарний дует». У цих програмах глядачам надавалась можливість не лише дізнатися рецепти вишуканих і при цьому простих у приготуванні страв, а й підслухати секрети щасливого особистого життя, зрозуміти, який відомий політик у домашній обстановці та дізнатися, чим живуть естрадні зірки поза сценою. 
Телеканал було закрито 1 липня 2014 року. 
Головною причиною закриття «Меню-ТВ» стала його фінансова неуспішність — телеканал, який раніше приносив прибуток, не лише перестав окупатися, а й увійшов у мінус.

## Логотипи
Телеканал змінив 2 логотипи. Обидва знаходилися у правому верхньому куті екрана.
| Логотип | Опис            |
| ------- | --------------- |
|         | Перший логотип. |
|         | Другий логотип. |